# Je retourne chez ma mère
Je retourne chez ma mère est un téléfilm français réalisé par Williams Crépin réalisé en janvier et février 2011, et diffusé pour la première fois le 21 janvier 2012 sur France 3.

## Synopsis
François, le brillant fils d'Alice, a tout perdu; son emploi, sa femme, son appartement. Lassé de dormir dans sa voiture, il décide de retourner chez sa mère dans une petite ville de l'Yonne. Il y retrouve tous ses anciens amis d'école et son professeur de gymnastique détesté "Gorbatchev". Celui-ci est devenu l'amant de sa mère, au grand dam de François. Après avoir essayé de vendre la maison de sa mère, il retrouvera enfin l'amour... Et un nouveau métier.

## Fiche technique
- Réalisation : Williams Crépin
- Scénario : Williams Crépin
- Photographie : François Lartigue
- Musique : François Castello
- Scénario :
- Pays :  France
- Production : Sylvette Frydman et Jean-François Lepetit
- Musique : François Castello
- Durée : 90 minutes

## Distribution
- Pierre Cassignard : François
- Annie Cordy : Alice
- Rufus : Gorbatchev
- Peggy Leray : Katia
- Barthélémy Guillemard : Léo
- Katia Tchenko : Odette
- Anna Gaylor : Tania
- Claudine Acs : Thérèse
- Julien Cafaro : David
- Nicolas Gabion : Fred
- Matheo Capelli : Le contre-maitre
- Ludovic Berthillot : Le garagiste
- Douglas Brosset : David enfant
- Cécile Pallas : Valérie, L'ex-femme de François